# ایسومی، چیبا
ایسومی، چیبا از شهرهای استان چیبا ژاپن است که جمعیت آن در ۱ ژانویه ۲۰۰۸۴۱٬۶۰۵نفر بوده‌است.